# Chloranthus sessilifolius
Chloranthus sessilifolius är en tvåhjärtbladig växtart som beskrevs av K.F. Wu. Chloranthus sessilifolius ingår i släktet Chloranthus och familjen Chloranthaceae. Utöver nominatformen finns också underarten C. s. austrosinensis.